# Beas de Guadix
Beas de Guadix ist eine Gemeinde in der Provinz Granada im Südosten Spaniens mit 316 Einwohnern (Stand: 2024). Die Gemeinde liegt in der Comarca Guadix. 

## Geografie
Die Gemeinde grenzt an Cortes y Graena, Guadix, Lugros, Marchal und Polícar. 